# Jœuf
Jœuf je komuna u Meurthe-et-Moselle départementu u Francuskoj. Poznata je po tome što je rodno mjetso Michela Platinia.
|  | Portal Francuske – Pristup člancima s tematikom o Francuskoj. |